# Arturo di Filippi
Arturo di Filippi (ur. 1894, zm. 1972) – amerykański impresario, tenor i wykładowca University of Miami, twórca pierwszego zespołu operowego na Florydzie.

## Życiorys
Urodził się w 1894 r. w Łojkach jako Załma Tauziewicz, syn Herszlika Tauziewicza z Konopisk i częstochowianki Frajdli, którzy byli właścicielami gospodarstwa rybnego i sklepu spożywczego. Jego rodzice zostali zamordowani w czasie okupacji hitlerowskiej.
Jako 19-latek wyjechał do Stanów Zjednoczonych, do których dotarł jako załogant na pokładzie statku. Jako wielki miłośnik opery nauczył się języka włoskiego na tyle, że uchodził za Włocha. Uczęszczał do Highland Park College w Des Moines oraz Kansas Wesleyan University, a potem na Juilliard School of Music. Dalej kształcił się i śpiewał m.in. w Niemczech i Włoszech, w których to krajach przebywał od 1922 do 1928 r. Po powrocie do USA śpiewał m.in. w nowojorskim Roxy Theater. W 1939 r. w Miami poznał Arnolda Volpe z orkiestry University of Miami, który zaoferował mu pracę, w której pozostał na 20 lat. W 1941 r. zorganizował pierwszy zespół operowy na Florydzie – Opera Guild of Greater Miami (późniejszej Florida Grand Opera). Będąc jego dyrektorem jako pierwszy zaprosił do USA młodego Luciana Pavarottiego, również z jego inicjatywy śpiewała tam m.in. Montserrat Caballé. Bezdzietny, żonaty z Lee. Zmarł w 1972 r.